# Jean Lépine
Pour les articles homonymes, voir Lépine.
Jean Lépine est un directeur de la photographie canadien né en 1948.

## Filmographie
- 1981 : Les Adeptes
- 1988 : Tanner '88 (feuilleton TV)
- 1990 : Vincent et Théo (Vincent & Theo)
- 1992 : The Player
- 1992 : Bob Roberts
- 1993 : Le combat de ma mère (A Home of Our Own)
- 1993 : J.F.K.: Reckless Youth (feuilleton TV)
- 1994 : Prêt-à-Porter
- 1996 : Beyond the Call (TV)
- 1997 : Habitat
- 1998 : Hysteria
- 1998 : Pas facile d'être papa (A Cool, Dry Place)
- 1998 : Woo
- 1999 : To Walk with Lions
- 1999 : The Intruder
- 2002 : Whitewash: The Clarence Brandley Story (TV)
- 2002 : Charms for the Easy Life (TV)
- 2002 : Séraphin : Un homme et son péché
- 2004 : Coast to Coast (TV)
- 2004 : Daniel and the Superdogs
- 2004 : Secrets d'État (A Different Loyalty)
- 2004 : A Bear Named Winnie (TV)

## Distinctions

### Nominations
- A été nommé pour la meilleure direction de la photographie au gala 2007 des Jutra.

## Anecdotes
- Il est le troisième nom au générique de Séraphin, un homme et son péché.